# Maison Auriol
 (juin 2015).
Si vous disposez d'ouvrages ou d'articles de référence ou si vous connaissez des sites web de qualité traitant du thème abordé ici, merci de compléter l'article en donnant les références utiles à sa vérifiabilité et en les liant à la section « Notes et références ».
Pour les articles homonymes, voir Auriol.
La Maison Auriol est une maison individuelle, à Gabaston. Commandée par le psychiatre Guy Auriol, elle est conçue en 1978 et achevée en 1983 par Edmond Lay.

## Présentation

### Une maison sur un site naturel
La maison Gabaston ne s’aligne pas parfaitement au sud, mais fait face aux Pyrénées, au cirque de Gavarnie et au pic du Midi de Bigorre ; une vue quasiment similaire à celle que l’on peut admirer chez Edmond Lay lui-même. Il ne s’agit pas que d’un simple placement suivant les points cardinaux, mais sa forme et son orientation sont des variables définies par le terrain lui-même, son environnement et le panorama. Appelée « maison signature » dans un article du Festin, elle rappelle la signature de son architecte ; mélange d’horizontalité et verticalité qui peuvent évoquer un jeu de niveau de toits filants en opposition à la canopée des arbres alentour.
Le plan au sol de la maison s’étire sur un terrain presque plat à la lisière d’un petit bois de chênes et de châtaigniers, cerné d’opulents champs de maïs. Les jardinières, hybridant murettes et végétations buissonnantes et rampantes (lierre, mousse, pittosporums à fleur jaunes, buis taillés), soulignent l’ancrage au sol de la maison. Des surfaces dallées de pierres plates irrégulières, aux formes imbriquées, en provenance du Périgord, jouent sur l’aléatoire du milieu naturel ainsi que sur le caractère structurel du bâtiment.
L’emploi de matériau naturel est impératif. Ainsi, pour tout ce qui est couverture de toiture, ont été choisis les bardeaux de « Red Cedar » (ou cèdre rouge du Canada) - souvenir d’Amérique – en écho aux arbres alentour. Variant au fil du temps, de la chaleur et du soleil, du gris cendré au noir ou au brun café, le red celar peut virer au vert mousse fluo lorsqu’il est confronté à l’humidité du front des chênes. Une pellicule de mousse s’est alors déposée sur le balcon nord qui longe et relie entre elles les chambres du premier.

### La poésie d’une pierre naturelle qui définit les formes
À l’origine, la maison devait ressembler à celle de Castelvielh et être construite en parpaing. C’était une idée du commanditaire M. Auriol que d’utiliser la pierre. « Trouvez-moi la pierre » lui avait immédiatement répondu Edmond Lay. M. Auriol l’amena alors sur le site de la carrière de Bidache, où Lay s’exclama « Mais la maison elle est là ! ». Ce n’est en effet pas une carrière de blocs durs et uniformes, mais de strates de pierre calcaire dure et compacte, animée d’irrégularités, angles érodés et blondeur feuilletée de jaune vif. Elles furent choisies les plus longues possibles et assemblées manuellement sur place les unes après les autres à l’aide d’une petite pelleteuse d’occasion et quelques ouvriers. Les pierres et leurs emplacements, parfois testés plusieurs fois (au désespoir non simulé des maçons) ont fait naturellement évoluer le plan de départ de la maison.
C’est l’idée d’un habitat sensoriel, traduit par le toucher de cette pierre, qu’Edmond Lay recommande : « les matières chaudes au regard, rugueuses au toucher » . Au contraire des parois blanches austères où la lumière s’écrase, ici, les reliefs imprévisibles la déclinent pour le plaisir de l’œil.
L’entrée de la maison est annoncée par l’empilement de volumineux blocs de pierre stratifiée de Bidache forme légèrement avancée par rapport à la galerie ajourée le long de la façade nord.

### L’angle à 60° qui détermine des espaces hexagonaux et fluides
L’utilisation d’angles à 60 ou 120 degrés plutôt qu’à 90, sont le fondement de la trame complexe hexagonale de la maison. Presque de l’ordre du vertige, les baies elles-mêmes sont inclinées comme affirmation supplémentaire de « l’anti-droit ». Edmond Lay nous dit : « Cela n’a pas posé de complications particulières car, pour moi, ce système inhabituel est très simple ». Malgré tout, elle ne sera pas vécue comme dérangeante ni perturbante par ses habitants. Au contraire, ils y trouvent un certain charme, qui ne demande pas selon eux d’adaptation. L’espace formé par la maison est très fluide ; le peu de cloisons ou portes sont  dissimulés dans l’ensemble de la maison en formant un tout harmonieux, Mme Auriol explique : « Lorsque l’on reçoit des amis, avoir une cuisine ouverte sur le séjour est un point positif. Cela permet de rester en contact avec les invités, dans cette maison faite pour recevoir et accueillir ».

### Ouvertures et jeux de lumières fractionnent les espaces
De nombreuses percées (meurtrières, fentes, bandeaux à hauteur des yeux) et baies (obliques, verticales, fixes, mobiles), travail sur le volume des pièces et rythmique des façades, rendent unique l’interprétation de chaque espaces ou pièce de cette maison. « La nuit, lorsque l’on se lève, on peut apercevoir le clair de lune. L’extérieur est plus lumineux que l’extérieur » confie Mme Auriol qui se sent protégée dans cette maison où notre vision depuis l’intérieur peut s’étendre aux limites du paysage tout en préservant l’intimité depuis l’extérieur.
La curieuse inclination des baies du séjour exposées plein sud, développant avec le plan de la terrasse un angle rentrant, permet d’accompagner le flux lumineux dans la maison. Les débords de toit surplombent ces baies et filent tout autour de la maison en garantissant un confort intérieur adapté aux saisons. S’ils apportent de l’ombre et de la fraîcheur en été, les baies reçoivent de manière optimale le soleil en hiver dont la course basse d’est en ouest, balaye toute la façade sud.
Ce souci d’une récupération de la lumière solaire est très pensé : elle est aussi un apport de chaleur qui, dans la journée, vient s’ajouter à un système de chauffage par le sol (plancher chauffant hydraulique).

### Quand le mobilier devient immobilier
Dans cette maison, l’angle droit et le plan lisse sont bannis ainsi que tous les meubles classiques. Dominique Zimbacca, architecte et connaissance d’Edmond Lay, établi à Montgeron près de Paris a ainsi conçu, au feeling, certains meubles de la maison. Celui-ci suit la trame hexagonale, et à l’image de ce qu’on peut voir chez Aalto, participe à l’effet de chef-d’œuvre, d’œuvre complète, qu’on ressent dans cette maison, où tout devient particulier, unique, mais pourtant fait partie d’un ensemble uniforme et cohérent. Étudié par rapport au plan, la table de la cuisine - à la longueur généreuse sculptée dans une pièce de bois roux - ou encore le canapé du séjour - composé de modules de mousse tendus de housses caramel disposé avec des niveaux de pierres en alvéoles – sont ancrés dans la maison Gabaston. La protubérance de la roche peut servir d’étagère, opportunités qui font penser à celles de certains habitats troglodytes primitifs, des parois-meubles.
La grande maîtrise des artisans et artistes est complétée par une sorte d’élan de perfectionnement des détails de la maison, où même le découpage du verre d’une ouverture suit la forme du roc au millimètre près.

### Un chantier modulable
La gestation et l’achèvement de cette maison se sont étalés de 1978 à 1981, le commanditaire et l’architecte ayant pris une part très active au chantier. Le plan fut maintes fois remodelé, au gré des accidents des blocs de pierre, de l’intuition et de l’inspiration.
C’est par fort intérêt et sensibilité pour l’architecture que M. Auriol – qui avait 28 ans à l’époque - entreprit le projet de cette maison.
C’est avec la découverte de la Caisse d’épargne du Mériadeck tout juste achevée à l’époque que le client décida de faire appel à l’architecte Edmond Lay pour son projet. Celui-ci n’accepta pas tout de suite, il dit qu’il fallait d’abord qu’il voie le terrain : « Sans voir le client ou le terrain, on ne peut rien faire ! ».
M. Auriol participa grandement au chantier  et notamment lors de l’assemblage des pierres de Bidache entre elles avec l’architecte et deux maçons. Le toit fut assemblé à même le sol.
Avant la modification, on entrait à côté de la cuisine, avant d’arriver dans le grand séjour, qui desservait les chambres du fond et à l’étage. Par la suite, le parking a été transformé en chambre, et le rangement qu’il l’accompagnait est devenu une salle de bain. Il a donc fallu créer un atelier qui sert également de garage, et compose une extension de la maison.
Parmi les évolutions de la maison, on pourra compter la modernisation de la cuisine, où un vrai four remplace la cheminée, et se sert simplement de l’évacuation, et l’installation d’un insert métallique pour faire une cheminée plus petite dans le grand âtre .

### La maison aujourd’hui
M et Mme Auriol ont habité cette maison pendant onze ans avec leurs enfants mais ont décidé de s’en séparer par la suite pour s’installer en ville à Pau en 1982. Son éloignement par rapport à la ville  - où ils travaillaient tous les deux (lui en tant que psychiatre et elle en tant que pharmacienne) et où leurs enfants allaient au lycée – posait problème. M et Mme Auriol, étant limités niveau budget à l’époque de la construction de cette maison, avaient alors décidé de la construire sur un terrain familial où M Auriol pourrait vaquer à ses occupations et cultiver la terre à son aise. C’est principalement pour Mme Auriol et les enfants que la proximité par rapport à la ville manquait.
Ils ont alors opté pour un déménagement dans un appartement spacieux (300 m2 et en moyenne des pièces de 70 m2) à Pau ayant une vue dégagée sur les Pyrénées et la vallée dans lequel ils vivent toujours aujourd’hui. L’habitat est quelque chose de primordial pour eux, ils leur étaient donc impensable de vivre dans des « boîtes ».
La maison Gabaston est donc devenue pour eux une maison de passion. Ils n’y vivent plus mais y viennent régulièrement pour l’entretenir et se ressourcer. Cette maison ne rappelle pas des images mais des sensations[Interprétation personnelle ?]. « Cette maison vit, elle a de la poésie ; c’est difficile à d’écrire. C’est comme une belle musique, un beau tableau ça se ressent » nous explique Mme Auriol .
La maison en totalité, avec ses terrasses ainsi que le terrain d'assiette de la parcelle, a été inscrite monument historique par arrêté du 26 janvier 2018.